# Franca Parisi
Franca Parisi (Palermo, 28 settembre 1933) è un'attrice italiana.

## Biografia
Allieva del Centro sperimentale di cinematografia di Roma si diploma nel 1955.
Dotata di una bella presenza, debutta nel mondo del cinema nel 1953 in Il prezzo dell'onore di Ferdinando Baldi.
Recita poi in film di genere peplum o drammatici, utilizzando a volte lo pseudonimo Margaret Taylor (secondo l'uso dell'epoca di spacciare produzioni italiane per film americani).
Nel 1959 sposa l'attore austriaco Ervin Strahl.
Negli anni '60 approda alla televisione, dove reciterà in moltissimi sceneggiati televisivi: da ricordare tra gli altri La freccia nera di Anton Giulio Majano, in cui interpreta Jane, innamorata di Ellis Duckworth (Glauco Onorato).
In questo decennio Franca Parisi appare anche in alcuni fotoromanzi pubblicati sui settimanali Bolero Film e Grand Hotel.
Si ritira a vita privata nella seconda metà degli anni '70.

## Filmografia

### Cinema
- Il prezzo dell'onore, regia di Ferdinando Baldi (1953)
- Il figlio dell'uomo, regia di Virgilio Sabel (1954)
- L'angelo bianco, regia di Raffaello Matarazzo (1955)
- Sissi a Ischia, regia di Alfred Weidenmann (1957)
- Seddok, l'erede di Satana, regia di Anton Giulio Majano (1960)
- L'ammutinamento, regia di Silvio Amadio (1961)
- Capitani di ventura, regia di Angelo Dorigo (1961)
- Giulio Cesare contro i pirati, regia di Sergio Grieco (1962)
- Lo sparviero dei Caraibi, regia di Piero Regnoli (1962)
- Il vecchio testamento, regia di Gianfranco Parolini (1963)
- I dieci gladiatori, regia di Gianfranco Parolini (1963)
- Un marito in condominio, regia di Angelo Dorigo (1963)
- Armida, il dramma di una sposa, regia di Bruno Mattei (1970)

### Televisione
- Ritorna il tenente Sheridan, regia di Mario Landi (1963)
- Nozze di sangue, regia di Vittorio Cottafavi (1963)
- Un'abitudine a che serve?, regia di Aldo Formosa (1963)
- Mastro Don Gesualdo, regia di Giacomo Vaccari (1964)
- L'incornata, regia di Leonardo Cortese (1965)
- Le avventure di Laura Storm, regia di Camillo Mastrocinque (1965)
- L'innamorato della signora Maigret, regia di Mario Landi (1966)
- Breve gloria di mister Miffin, regia di Anton Giulio Majano (1967)
- La freccia nera, regia di Anton Giulio Majano (1968)
- Il processo di Mary Dugan, regia di Anton Giulio Majano (1969)
- La cara ombra, regia di Vittorio Barino (1970)
- Joe Petrosino, regia di Daniele D'Anza (1972)

## Doppiatrici italiane
- Dhia Cristiani in Seddok, l'erede di Satana, L'ammutinamento
- Lydia Simoneschi in Il figlio dell'uomo
- Micaela Giustiniani in L'angelo bianco
- Maria Pia Di Meo in Giulio Cesare contro i pirati
- Vittoria Febbi in Il vecchio testamento
- Rosetta Calavetta in I dieci gladiatori